# 曾士迈
曾士迈（1926年4月8日—2014年12月31日），男，原籍湖南湘潭，生于北京，中国植物病理学家，中国工程院院士。

## 生平
1948年毕业于北京大学农学院，获学士学位。1995年当选为中国工程院院士。